# Ronde van Polen 2024 (mannen)
De 81e editie van de wielerwedstrijd Ronde van Polen vond in 2024 plaats van 12 augustus tot en met 18 augustus. De start vond plaats in Wrocław en de finish was in Krakau. De ronde maakte deel uit van de UCI World Tour 2024. Titelhouder was de Sloveen Matej Mohorič; hij werd opgevolgd door de Deen Jonas Vingegaard.

## Deelnemende ploegen
Naast de achttien World Tour teams namen drie Pro Continentale teams en een nationale selectie deel. Elk team nam met zeven renners deel, wat het totaal aantal deelnemers op 154 bracht.

## Etappeoverzicht
| etappe | datum       | start        | finish              | afstand  | type                | winnaar     | Leider           |
| ------ | ----------- | ------------ | ------------------- | -------- | ------------------- | ----------- | ---------------- |
| 1      | 12 augustus | Wrocław      | Karpacz             | 156,1 km | Heuvelrit           | Thibau Nys  | Thibau Nys       |
| 2      | 13 augustus | Mysłakowice  | Karpacz             | 15,4 km  | Individuele tijdrit | Tim Wellens | Jonas Vingegaard |
| 3      | 14 augustus | Wałbrzych    | Duszniki-Zdrój      | 156,5 km | Heuvelrit           | Thibau Nys  | Jonas Vingegaard |
| 4      | 15 augustus | Kudowa-Zdrój | Prudnik             | 195,3 km | Heuvelrit           | Olav Kooij  | Jonas Vingegaard |
| 5      | 16 augustus | Katowice     | Katowice            | 187,6 km | Heuvelrit           | Tim Merlier | Jonas Vingegaard |
| 6      | 17 augustus | Wadowice     | Bukowina Tatrzańska | 183,2 km | Heuvelrit           | Thibau Nys  | Jonas Vingegaard |
| 7      | 18 augustus | Wieliczka    | Krakau              | 142,1 km | Vlakke rit          | Olav Kooij  | Jonas Vingegaard |

## Klassementenverloop
| #            | Winnaar      | Algemeen klassement · | Puntenklassement · | Bergklassement · | Strijdlustklassement · | Ploegenklassement |
| ------------ | ------------ | --------------------- | ------------------ | ---------------- | ---------------------- | ----------------- |
| 1            | Thibau Nys   | Thibau Nys            | Thibau Nys         | Michał Paluta    | Szymon Sajnok          | UAE Team Emirates |
| 2            | Tim Wellens  | Jonas Vingegaard      | Jonas Vingegaard   | Michał Paluta    | Szymon Sajnok          | UAE Team Emirates |
| 3            | Thibau Nys   | Jonas Vingegaard      | Diego Ulissi       | Michał Paluta    | Szymon Sajnok          | UAE Team Emirates |
| 4            | Olav Kooij   | Jonas Vingegaard      | Diego Ulissi       | Michał Paluta    | Szymon Sajnok          | UAE Team Emirates |
| 5            | Tim Merlier  | Jonas Vingegaard      | Diego Ulissi       | Michał Paluta    | Norbert Banaszek       | UAE Team Emirates |
| 6            | Thibau Nys   | Jonas Vingegaard      | Diego Ulissi       | Michał Paluta    | Norbert Banaszek       | UAE Team Emirates |
| 7            | Olav Kooij   | Jonas Vingegaard      | Diego Ulissi       | Michał Paluta    | Norbert Banaszek       | UAE Team Emirates |
| 0Eindstanden | 0Eindstanden | Jonas Vingegaard      | Diego Ulissi       | Michał Paluta    | Norbert Banaszek       | UAE Team Emirates |

Mannen: 1928 · 
1929 · 
1930-1932 · 
1933 · 
1934-1936 · 
1937 · 
1938 · 
1939 · 
1940-1946 · 
1947 · 
1948 · 
1949 · 
1950-1951 · 
1952 · 
1953 · 
1954 · 
1955 · 
1956 · 
1957 · 
1958 · 
1959 · 
1960 · 
1961 · 
1962 · 
1963 · 
1964 · 
1965 · 
1966 · 
1967 · 
1968 · 
1969 · 
1970 · 
1971 · 
1972 · 
1973 · 
1974 · 
1975 · 
1976 · 
1977 · 
1978 · 
1979 · 
1980 · 
1981 · 
1982 · 
1983 · 
1984 · 
1985 · 
1986 · 
1987 · 
1988 · 
1989 · 
1990 · 
1991 · 
1992 · 
1993 · 
1994 · 
1995 · 
1996 · 
1997 · 
1998 · 
1999 · 
2000 · 
2001 · 
2002 · 
2003 · 
2004 · 
2005 · 
2006 · 
2007 · 
2008 · 
2009 ·
2010 ·
2011 ·
2012 ·
2013 ·
2014 ·
2015 ·
2016 ·
2017 ·
2018 ·
2019 ·
2020 · 2021 · 2022 · 2023 · 2024 · 2025
Vrouwen: 1998 · 1999 · 2000 · 2001 · 2002 · 2003 · 2004 · 2005 · 2006 · 2007 · 2008 · 2009-2015 · 2016 · 2017-2023 · 2024 · 2025
Tour Down Under ·
Great Ocean Road Race ·
Ronde van de Verenigde Arabische Emiraten ·
Omloop Het Nieuwsblad ·
Strade Bianche ·
Parijs-Nice · 
Tirreno-Adriatico · 
Milaan-San Remo ·
Ronde van Catalonië ·
Classic Brugge-De Panne ·
E3 Saxo Classic ·
Gent-Wevelgem ·
Dwars door Vlaanderen ·
Ronde van Vlaanderen ·
Ronde van het Baskenland ·
Parijs-Roubaix ·
Amstel Gold Race ·
Waalse Pijl ·
Luik-Bastenaken-Luik ·
Ronde van Romandië ·
Eschborn-Frankfurt ·
Ronde van Italië ·
Critérium du Dauphiné ·
Ronde van Zwitserland ·
Ronde van Frankrijk ·
Clásica San Sebastián ·
Ronde van Polen ·
Bretagne Classic ·
BEMER Cyclassics ·
Renewi Tour ·
Ronde van Spanje ·
GP van Quebec ·
GP van Montreal ·
Ronde van Lombardije ·
Ronde van Guangxi